# Megalocnus rodens
O Megalocnus rodens era uma espécie de mamífero pré-histórico parente do bicho-preguiça atual. Essa espécie de preguiça terrestre viveu em Cuba durante o período Pleistoceno e sobreviveu bem até o Holoceno, mas hoje está extinta.
Era um dos maior animais terrestres de seu habitat. Tais animais tinham o tamanho de um urso, contando ainda com garras potentes e cauda muito grossa, alimentando-se de raízes, brotos e ramos frescos de arbustos. Não vivia nas árvores, como as preguiças atuais, devido ao seu tamanho.
Acredita-se, que esse animal pode ter sobrevivido até o século XVI, quando deve ter se tornado extinto devido a caça promovida pelo homem, ou a competição com espécies introduzidas na ilha, como ratos e porcos.
O gênero Megalocnus contava, ainda, com outra espécie: o Megalocnus zile.